# Ligovski prospekt (métro de Saint-Pétersbourg)
Pour les articles homonymes, voir Ligovski prospekt (Homonymie).
Ligovski prospekt (en russe : Ли́говский проспе́кт) est une station de la ligne 4 du Métro de Saint-Pétersbourg. Elle est située sur la Perspective Ligovski, dans le raïon Central à Saint-Pétersbourg en Russie.
Mise en service en 1991, elle est desservie par les rames de la ligne 4 du métro de Saint-Pétersbourg.

## Situation sur le réseau

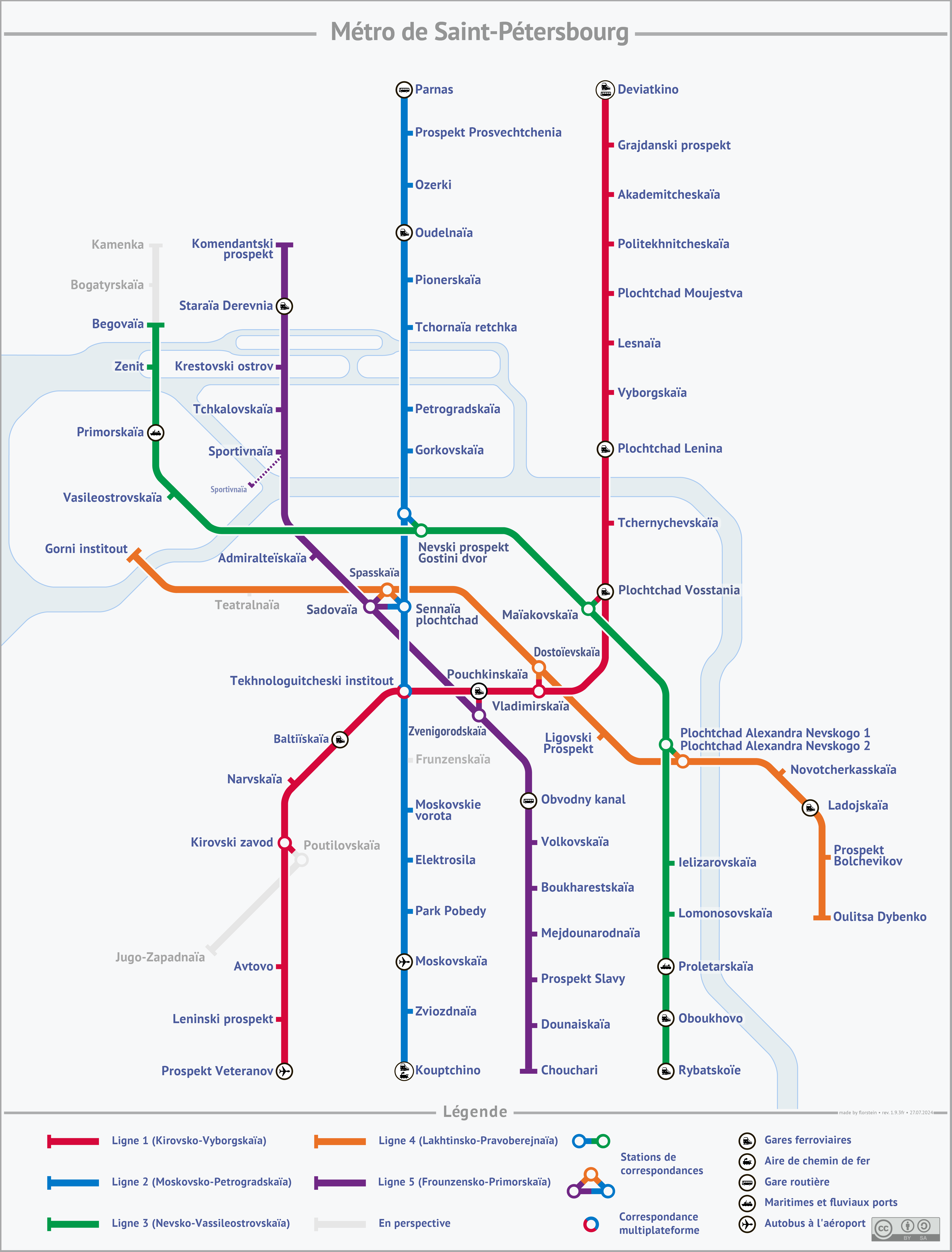
Plan du métro.

Établie en souterrain, à 66 mètres de profondeur,'Ligovski prospekt est une station de passage de la ligne 4 du métro de Saint-Pétersbourg. Elle est située entre la station Dostoïevskaïa, en direction du terminus ouest Spasskaïa, et la station Plochtchad Alexandra Nevskogo 2 en direction du terminus estOulitsa Dybenko.
La station dispose d'un quai central encadré par les deux voies de la ligne.

## Histoire
La station Ligovski prospekt est mise en service le 30 décembre 1991, lors de l'ouverture à l'exploitation de Plochtchad Alexandra Nevskogo 2 à Sadovaïa (station transférée à la ligne 5 en 2009). Elle doit son nom à la voie éponyme située à proximité.
Elle est fermée pour de grandes réparations du 5 janvier au 30 novembre 2014,.

## Services aux voyageurs

### Accès et accueil
La station dispose d'un pavillon d'accès en surface, en relation avec l'ouest du quai par un tunnel en pente, équipé de trois escaliers mécaniques, poursuivi par un couloir qui accède au quai par un escalier fixe.

Installations
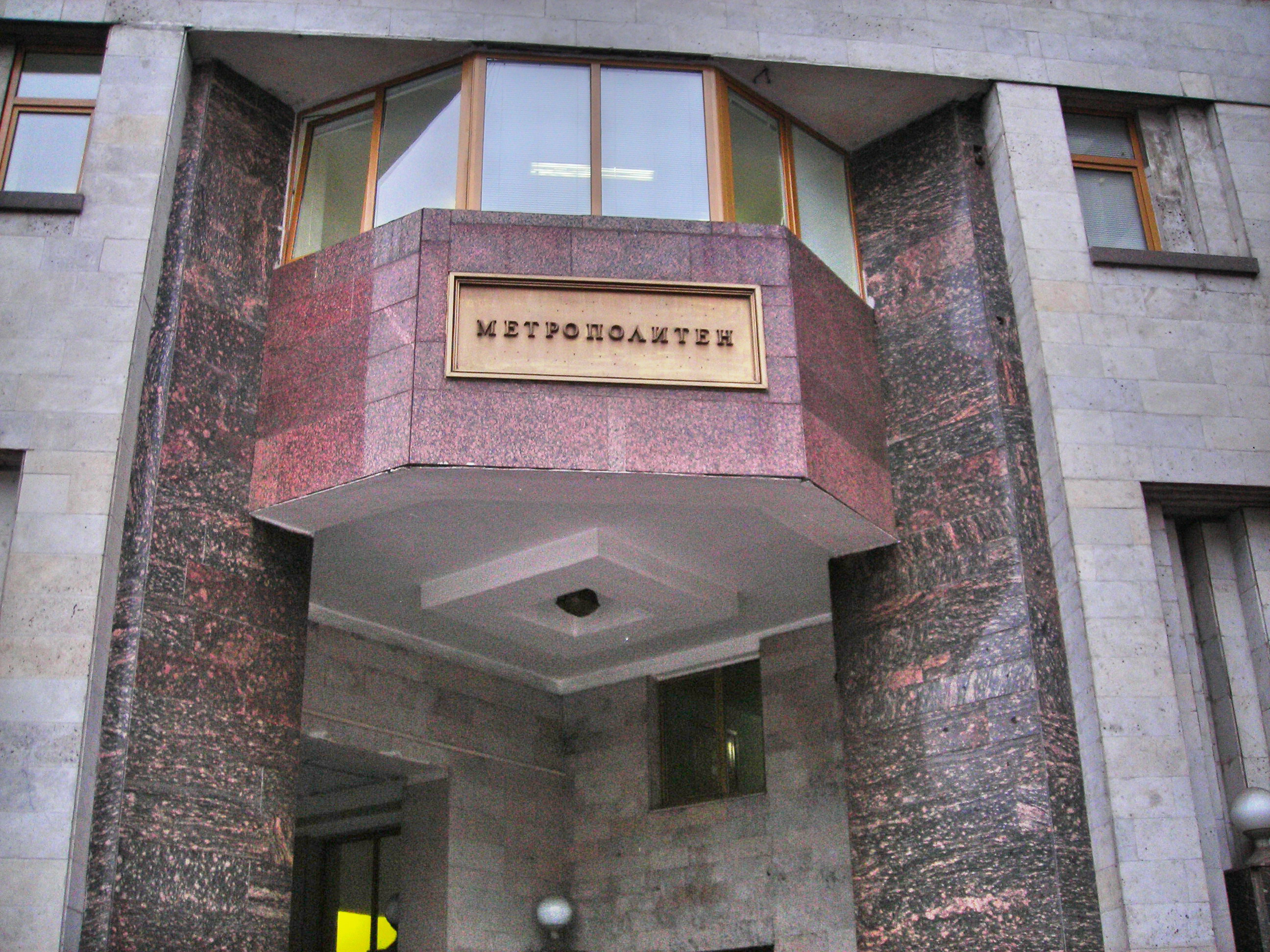
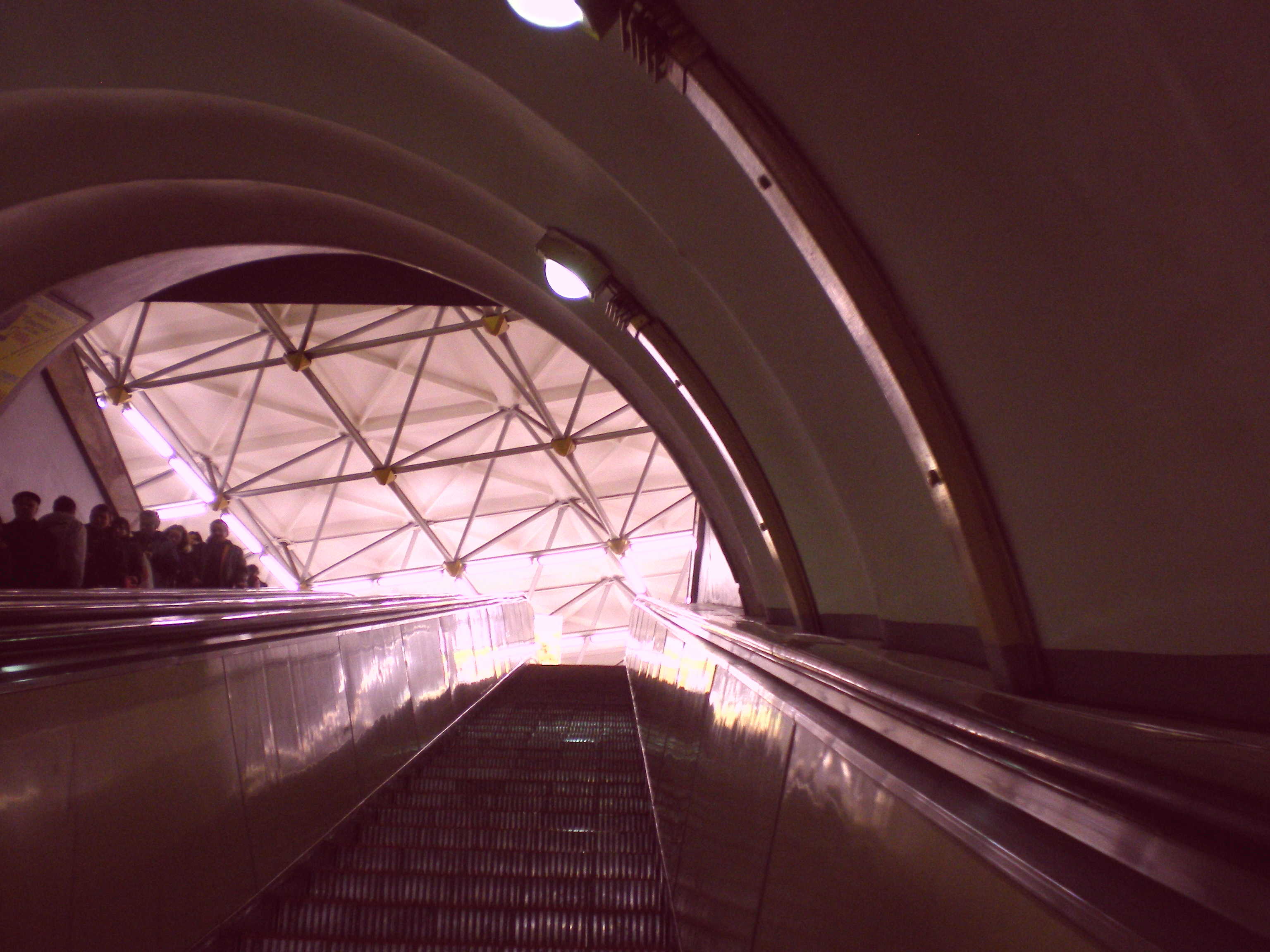
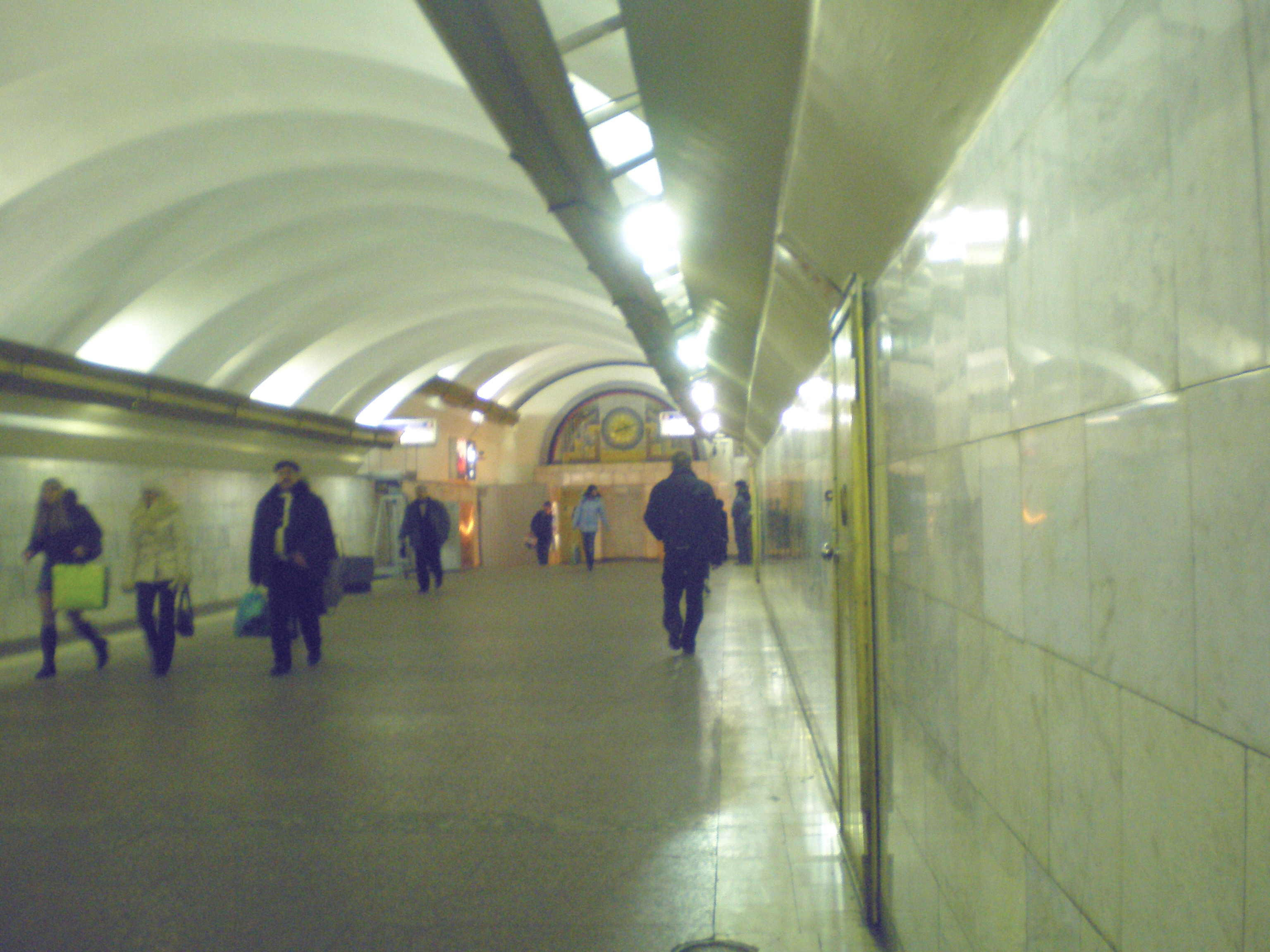

### Desserte
Ligovski prospekt est desservie par les rames de la ligne 4 du métro de Saint-Pétersbourg.

Installations et desserte
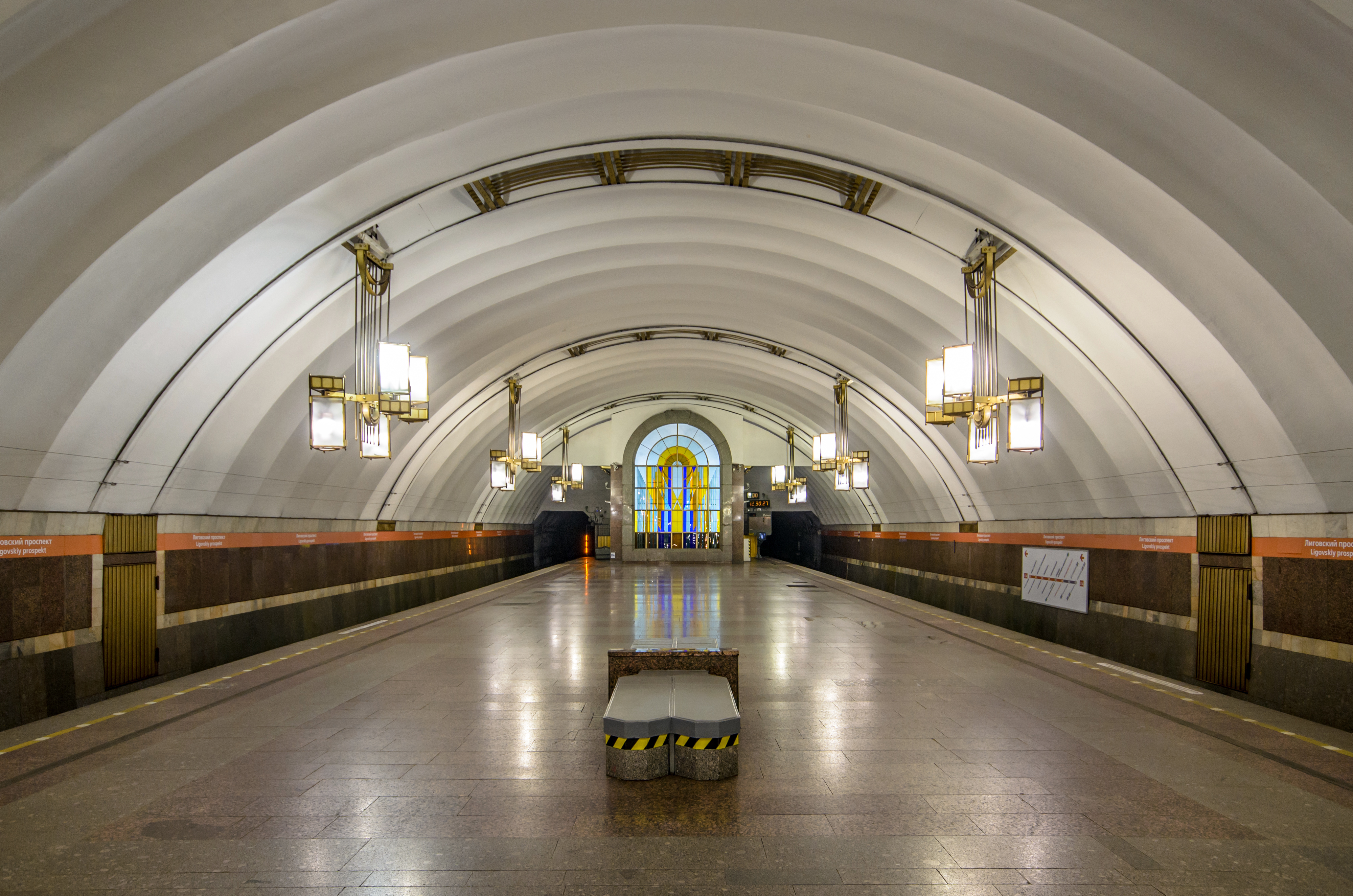
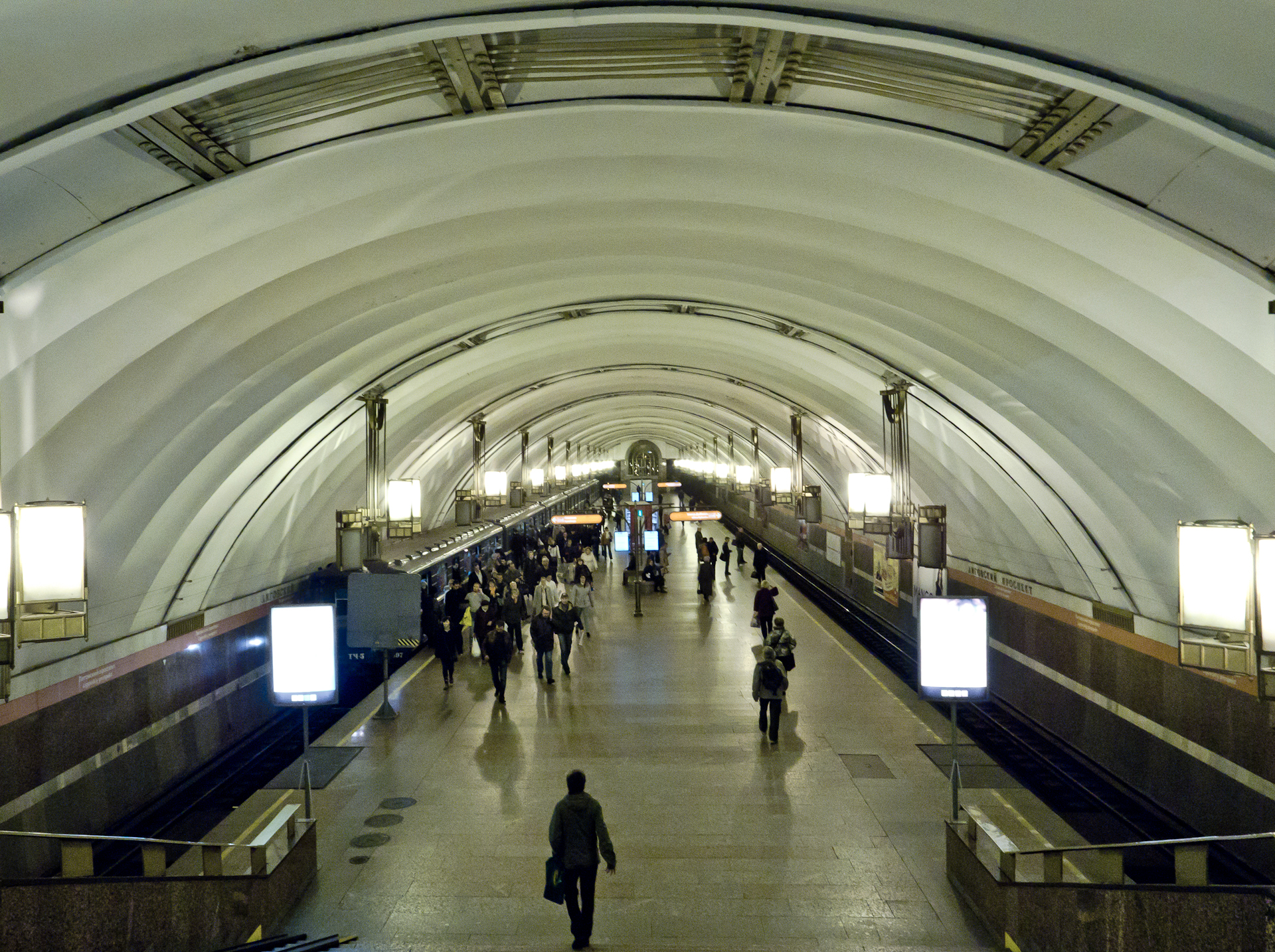
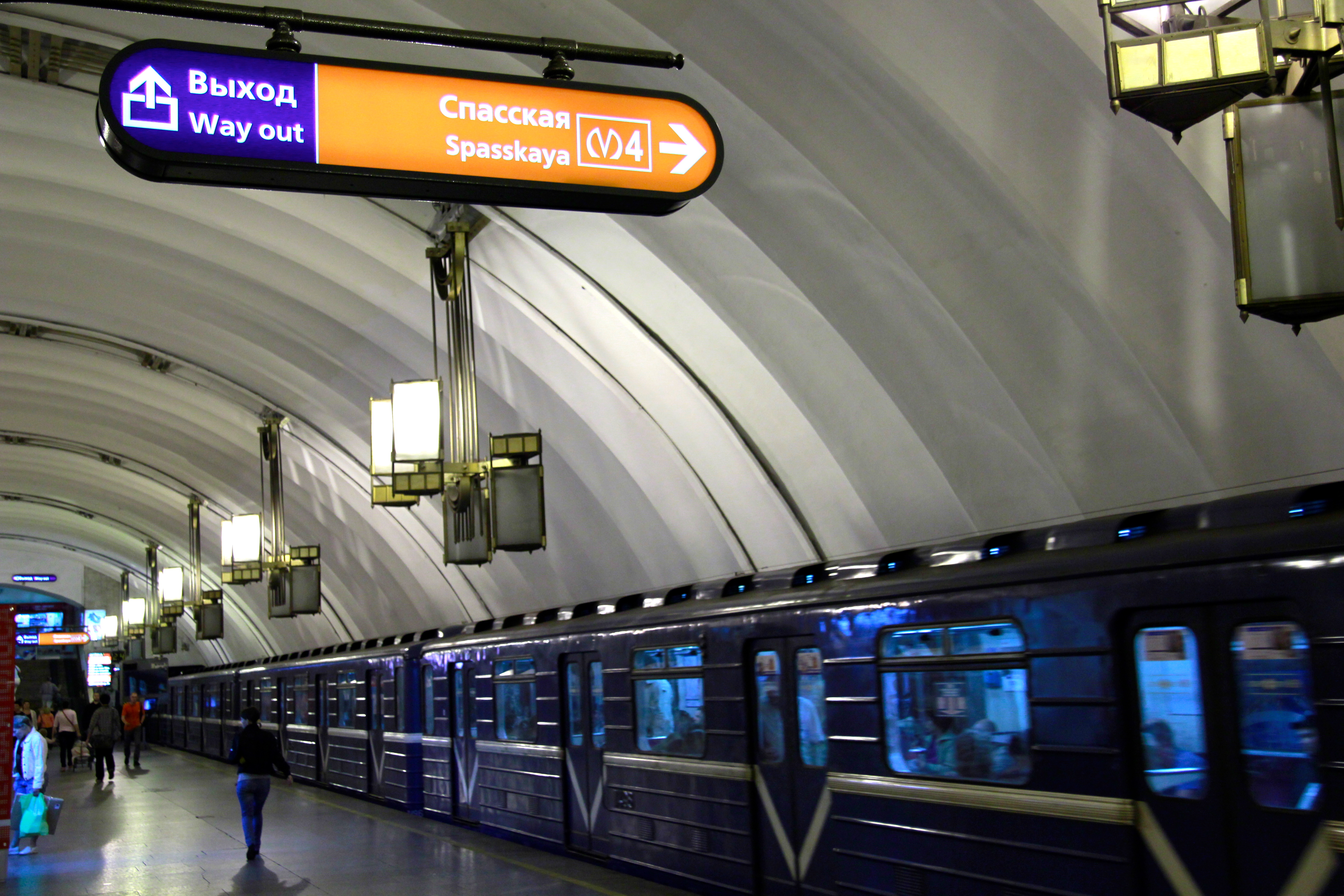

### Intermodalité
À proximité : une station du tramway de Saint-Pétersbourg est desservie par les lignes 16, 25 et 49 ; et des arrêts de bus sont desservis par plusieurs lignes.